# Syllidia capensis
Syllidia capensis är en ringmaskart som först beskrevs av McIntosh 1925.  Syllidia capensis ingår i släktet Syllidia och familjen Hesionidae. Inga underarter finns listade i Catalogue of Life.